# Liste von Kriegsgefangenenlagern des Zweiten Weltkriegs in den Vereinigten Staaten
Während und nach dem Zweiten Weltkrieg waren beinahe 430.000 Kriegsgefangene in den USA untergebracht. Mit Ausnahme der Bundesstaaten Nevada, North Dakota, Washington und Vermont waren überall in den Vereinigten Staaten Kriegsgefangenenlager errichtet worden.

## A
- Camp Adair – Benton County, Oregon
- Camp Albuquerque – Bernalillo County, New Mexico
- Camp Algoma – Bonner County, Idaho
- Camp Algona – Kossuth County, Iowa
- Camp Aliceville – Pickens County, Alabama
- Camp Allegan – Allegan County, Michigan
- Camp Allen – Norfolk, Virginia
- Camp Alva – Woods County, Oklahoma
- Camp Andrews – Boston Harbor, Massachusetts
- Camp Angel Island – San Francisco, Kalifornien
- Camp Antigo – Langlade County, Wisconsin
- Camp Ashby – Alameda County, Kalifornien
- Camp Ashford – West Virginia
- Camp Atlanta – Phelps County, Nebraska
- Camp Atterbury – Edinburgh, Indiana
- Camp AuTrain – Alger County, Michigan

## B
- Camp Barkeley – Taylor County, Texas
- Camp Barron – Barron County, Wisconsin
- Camp Bastrop – Bastrop County, Texas
- Camp Bayfield – Wisconsin
- Camp Beale – Yuba County, Kalifornien
- Camp Beaver Dam – Dodge County, Wisconsin
- Camp Billy Mitchell – Milwaukee County, Wisconsin
- Camp Blanding – Clay County, Florida
- Fort Bliss – El Paso County, Texas
- Boston Port of Embarkation – Boston, Massachusetts
- Camp Bowie – Brown County, Texas
- Camp Bradley Field – Hartford County, Connecticut
- Camp Brady – McCulloch County, Texas
- Fort Bragg – North Carolina
- Camp Breckinridge – Union County, Kentucky
- Camp Briner – North Carolina
- Camp Bullis – Bexar County, Texas
- Camp Butner – Granville County, North Carolina

## C
- Camp Cambria – Columbia County, Wisconsin
- Camp Campbell – Christina County, Kentucky
- Camp Carson – El Paso County, Colorado
- Camp Chaffee – Sebastian County, Arkansas
- Camp Chickasha – Grady County, Oklahoma
- Camp Chilton – Calumet County, Wisconsin
- Camp Claiborne – Rapides Parish, Louisiana
- Camp Clarinda – Page County, Iowa
- Camp Clark – Vernon County, Missouri
- Camp Clinton – Hinds County, Mississippi
- Camp Cobb – Iowa County, Wisconsin
- Camp Columbus – Wisconsin
- Camp Como – Panola County, Mississippi
- Camp Concordia – Cloud County, Kansas
- Camp Cooke – Kalifornien
- Camp Coronado – San Diego, Kalifornien
- Naval Air Station Corpus Christi – Nueces County, Texas
- Camp Croft – Spartanburg County, South Carolina
- Camp Crossville – Cumberland County, Tennessee
- Camp Crowder – Newton County, Missouri

## D
- Camp David – Frederick County, Maryland
- Camp Dawson – Preston County, West Virginia
- Camp Deming – Luna County, New Mexico
- Camp Dermott – Chicot County, Arkansas
- Fort Dix – Burlington County, New Jersey
- Camp Douglas – Converse County, Wyoming
- Fort Drum – Jefferson County, New York

## E
- Camp Eau Claire – Eau Claire County, Wisconsin
- Camp Edwards – Barnstable County, Massachusetts
- Camp Ellis – Fulton County, Illinois
- Camp Eunice – Louisiana
- Camp Evelyn – Alger County, Michigan

## F
- Camp Fannin – Smith County, Texas
- Camp Faribault – Minnesota
- Camp Florence – Pinal County, Arizona
- Camp Fond du Lac – Fond du Lac, Wisconsin
- Camp Forrest – Tennessee
- Camp Fox Lake – Dodge County, Wisconsin
- Camp Fredonia – Ozaukee County, Wisconsin
- Camp Freeland – Michigan

## G
- Camp Galesville – Trempealeau County, Wisconsin
- Camp Gene Autry – Carter County, Oklahoma
- Camp Genesee – Sauk County, Wisconsin
- Camp Germfask – Michigan
- Camp Grant – Winnebago County, Illinois
- Camp Greeley – Weld County, Colorado
- Camp Green Lake – Green Lake County, Wisconsin
- Camp Gruber – Muskogee County, Oklahoma
- Camp Gueydan – Vermilion Parish, Louisiana
- Glennan General Hospital – Okmulgee, Oklahoma

## H
- Camp Hale – Lake County, Colorado
- Camp Hartford – Wisconsin
- Camp Hearne – Robertson County, Texas
- Camp Hereford – Deaf Smith County, Texas
- Camp Hobart – Kiowa County, Oklahoma
- Camp Hoffman – Maryland
- Camp Hood – Texas
- Camp Horseshoe Ranch – Murray County, Oklahoma
- Camp Hortonville – Outagamie County, Wisconsin
- Camp Houlton – Aroostook County, Maine
- Camp Howze – Cooke County, Texas
- Camp Hulen – Matagorda County, Texas
- Camp Huntsdale – Pennsylvania
- Camp Huntsville – Walker County, Texas

## I
- Camp Indianola – Red Willow County, Nebraska

## J
- Camp Janesville – Rock County, Wisconsin
- Camp Jefferson – Jefferson County, Wisconsin
- Camp Jerome – Drew County, Arkansas
- Fort Jackson – Columbia, South Carolina.  Alle Gebäude bis auf eines wurden abgerissen. Der Standort des ehemaligen Kriegsgefangenenlagers ist jetzt ein Wohngebiet. (ungefährer Standort : 34°02'53"N 80°57'10"W)

## K
- Camp Kaplan – Vermilion Parish, Louisiana
- Fort Kearnny – Rhode Island
- Fort Knox – Kentucky

## L
- Camp Lake Keesus – Waukesha County, Wisconsin
- Camp Las Cruces – Doña Ana County, New Mexico
- Fort Lawton – King County, Washington (Bundesstaat)
- Camp Lee – Prince George County, Virginia
- Camp Livingston – Grant Parish, Louisiana
- Camp Lockett – San Diego County, Kalifornien
- Camp Lodi – Columbia County, Wisconsin
- Camp Lordsburg – Hidalgo County, New Mexico

## M
- Camp Mackall – Richmond County, North Carolina
- Camp Markesan – Green Lake County, Wisconsin
- Camp Marshfield – Wisconsin
- Camp McAlester – Pittsburg County, Oklahoma
- Camp McCain – Elliott County, Mississippi
- Camp McCoy – Monroe County, Wisconsin
- Camp McKay – Massachusetts
- Camp McLean – Gray County, Texas
- Camp Mackan – North Carolina
- Camp Maxey – Lamar County, Texas
- Camp Mexia – Limestone County, Texas
- Camp Michaux – Cumberland County, Pennsylvania
- Camp Milltown – Polk County, Wisconsin
- Camp Myles Standish – Bristol County, Massachusetts
- Camp Montgomery – Minnesota
- Camp Monticello – Le Sueur County, Minnesota

## N
- Camp Natural Bridge – Orange County, New York
- PWTE 314 in Neu-Ulm, siehe Wiley (Neu-Ulm)#Geschichte und Entwicklung
- Camp New Ulm – Minnesota
- Camp New Cumberland – Pennsylvania
- New Orleans Port of Embarkation – Louisiana

## O
- Camp Oakfield – Fond du Lac County, Wisconsin
- Camp Ogden – Weber County, Utah
- Camp Oklahoma City – Oklahoma County, Oklahoma
- Olmstead Field – Dauphin County, Pennsylvania
- Camp Ono – San Bernardino, Kalifornien
- Camp Opelika – Lee County, Alabama
- Camp Owosso – Shiawassee County, Michigan
- Camp Owatonna – Steele County, Minnesota

## P
- Camp Patrick Henry – Warwick County, Virginia
- Camp Papago Park – Maricopa County, Arizona
- Camp Pauls Valley – Garvin County, Oklahoma
- Camp Peary – York County, Virginia
- Camp Perry – Ottawa County, Ohio
- Camp Philips – Saline County, Kansas
- Camp Pickett – Nottoway County, Virginia
- Camp Pima – Maricopa County, Arizona
- Pine Bluff Arsenal – Jefferson County, Arkansas
- Camp Plymouth – Sheboygan County, Wisconsin
- Camp Polk – Vernon Parish, Louisiana
- Camp Pomona – Los Angeles County, Kalifornien
- Camp Popolopen – Orange County, New York
- Camp Pori – Obere Halbinsel, Michigan
- Camp Pryor – Mayes County, Oklahoma

## R
- Camp Raco – Obere Halbinsel, Michigan
- Camp Reedsburg – Sauk County, Wisconsin
- Camp Reynolds – Mercer County, Pennsylvania
- Camp Rhinelander – Oneida County, Wisconsin
- Richmond ASF Depot – Chesterfield County, Virginia
- Camp Ripon – Wisconsin
- Camp Robinson – Pulaski County, Arkansas
- Camp Rockfield – Wisconsin
- Camp Roswell – Chaves County, New Mexico
- Rose Hill – Adams County, Colorado
- Camp Rucker – Dale County, Alabama
- Camp Rupert – Minidoka County, Idaho
- Camp Ruston – Lincoln Parish, Louisiana

## S
- Camp Santa Fe – Santa Fe County, New Mexico
- Camp Thomas A. Scott – Allen County, Indiana
- Camp Scottsbluff – Scotts Bluff County, Nebraska
- Camp Shanks – Rockland County, New York
- Camp Sharpe – Adams County, Pennsylvania
- Camp Sheboygan – Sheboygan County, Wisconsin
- Camp Shelby – Forrest County, Mississippi
- Camp Sibert – Mobile County, Alabama
- Camp Sidnaw – Obere Halbinsel, Michigan
- Camp Somerset – Somerset County, Maryland
- Camp Stark – Coös County, New Hampshire
- Camp Stewart – Georgia
- Camp Stockton – San Joaquin County, Kalifornien
- Camp Stringtown – Atoka County, Oklahoma
- Camp Sturgeon Bay – Door County, Wisconsin
- Camp Sturtevant – Racine County, Wisconsin
- Camp Sutton – Union County, North Carolina
- Camp Swift – Bastrop County, Texas

## T
- Camp Thornton – Cook County, Illinois
- Camp Tipton – Tillman County, Oklahoma
- Camp Tishomingo – Johnston County, Oklahoma
- Tobyhanna Military Reservation – Monroe County, Pennsylvania
- Camp Tokawa – Kay County, Oklahoma
- Camp Tooele – Tooele County, Utah
- Camp Trinidad – Las Animas County, Colorado

## V
- Camp Van Dorn – Mississippi

## W
- Camp Wallace – Galveston County, Texas
- Camp Warner – Tooele County, Utah
- Camp Washington – Tazewell County, Illinois
- Camp Waterloo – Jefferson County, Wisconsin
- Camp Waterloo – Michigan
- Camp Waupun – Wisconsin
- Camp Waynoka – Woods County, Oklahoma
- Camp Weeping Water – Cass County, Nebraska
- Camp Weingarten – Genevieve County, Missouri
- Camp Wells – Minnesota
- Westover Field – Massachusetts
- Camp Wharton – Wharton County, Texas
- Camp Wheeler – Bibb County, Georgia
- Camp White – Jackson County, Oregon
- Camp White Rock – Dallas County, Texas
- Camp Windsor – Sonoma County, Kalifornien
- Camp Wisconsin Rapids – Wood County, Wisconsin
- Camp Wolters – Palo Pinto County, Texas

### Verhörzentren
- Verhörzentrum der US-Army, P. O. Box 1142, Eleven FortyTwo. So lautete die offizielle Adresse des geheimen Camps (detention and interrogation center), ein paar Meilen südlich von Washington DC gelegen: P.O. Box 1142, Postfach 1142. Einen Einblick in die Geheimdienstarbeit dort gibt Bastian Berbner in einem ausführlichen Artikel auf Zeit Online.[1]